# Джемал Хаджиабдич
Джемал Хаджиабдич (босн. Džemal Hadžiabdić, нар. 25 липня 1953, Мостар) — югославський футболіст, що грав на позиції захисника, зокрема за національну збірну СФРЮ. По завершенні ігрової кар'єри — боснійський футбольний тренер, відомий роботою на Близькому Сході.

## Клубна кар'єра
У дорослому футболі дебютував 1971 року виступами за команду «Вележ» з рідного Мостара, в якій провів дев'ять сезонів, взявши участь у 217 матчах чемпіонату. Більшість часу, проведеного у складі «Вележа», був основним гравцем захисту команди.
1980 року перейшов до валлійського «Свонсі Сіті». У першому ж сезоні за кордоном допоміг новій команді підвищитися в класі до найвищого англійського дивізіону, в якому до завершення кар'єри у 1982 встиг провести ще два сезони. Також за три роки тричі ставав у складі «Свонсі Сіті» володарем Кубка Уельсу.

## Виступи за збірну
1974 року дебютував в офіційних матчах у складі національної збірної СФРЮ.
Загалом протягом кар'єри у національній команді, яка тривала 5 років, провів у її формі 20 матчів.

## Кар'єра тренера
Розпочав тренерську кар'єру, повернувшись до футболу після невеликої перерви, 1992 року, очоливши тренерський штаб саудівського клубу «Аль-Іттіхад» (Джидда), з яким працював до 1999.
Протягом 1997 року паралельно працював зі збірною Катару. Згодом повертався на тренерський місток цієї національної команди протягом 2000–2001 років, зокрема керував її діями на кубку Азії 2000 року в Лівані, де катарці не подолали груповий етап.
2002 року очолив тренерський штаб еміратської команди «Аль-Айна», яку наступного року привів до перемоги у першому розіграші Ліги чемпіонів Азії.
Протягом наступних п'ятнадцяти років активно працював на клубному рівні у близькосхідному регіоні — з низкою еміратських та катарських команд, саудівським  «Аль-Шабабом» та бахрейнською «Іст Ріффою».

## Титули і досягнення

### Як гравця
- Володар Кубка Уельсу (3):

«Свонсі Сіті»: 1980-1981, 1981-1982, 1982-1983

### Як тренера
- Клубний чемпіон Перської затоки (1):

«Аль-Іттіхад»: 1999
- Переможець Ліги чемпіонів Азії (1):

«Аль-Айн»: 2002-2003